# Ilario Antoniazzi

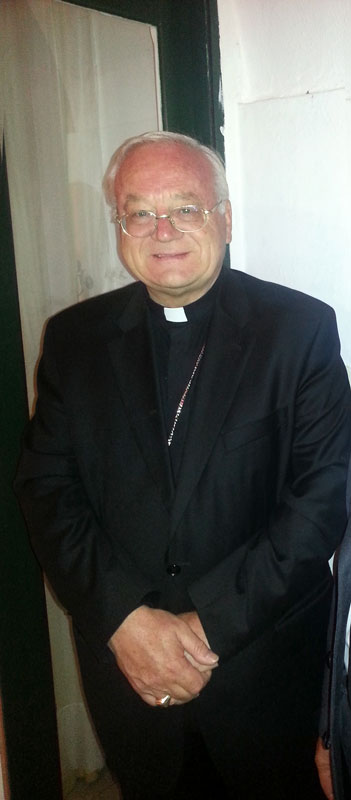
Erzbischof Ilario Antoniazzi (2013)

Ilario Antoniazzi (* 23. April 1948 in San Polo di Piave) ist ein italienischer römisch-katholischer Geistlicher und emeritierter Erzbischof von Tunis.

## Leben
Ilario Antoniazzi trat im Alter von zehn Jahren in das Missionsinstitut von Oderzo ein. 1962 wechselte er in das Kleine Seminar des Lateinischen Patriarchats von Jerusalem in Bait Dschala. Er empfing am 24. Juni 1972 in der Konkathedrale vom Allerheiligsten Namen Jesu in Jerusalem durch Patriarch Giacomo Beltritti das Sakrament der Priesterweihe.
Zwischen 1972 und 1991 war Antoniazzi erst Vikar und dann Pfarrer in verschiedenen Pfarreien in Jordanien. Von 1992 bis 1995 absolvierte er an der Päpstlichen Fakultät Teresianum in Rom ein Studium der „Theologie der Spiritualität“. In den folgenden Jahren diente er als Pfarrer in mehreren Pfarreien des Patriarchats von Jerusalem. 2011 wurde er zum Generaldirektor der Lateinischen Patriarchatsschulen in Israel ernannt und somit zuständig für die 44 katholischen Schulen im Patriarchat mit über 19.000 christlichen, jüdischen und muslimischen Schülern in Palästina, Jordanien und Israel.
Papst Benedikt XVI. ernannte Antoniazzi am 21. Februar 2013 zum Erzbischof von Tunis. In diesem Amt war er Nachfolger von Maroun Lahham, der am 19. Januar 2012 zum Weihbischof in Jerusalem und Patriarchalvikar für Jordanien ernannt worden war. Der Patriarch von Jerusalem, Fouad Twal, spendete Antoniazzi am 16. März desselben Jahres in der Verkündigungsbasilika in Nazareth die Bischofsweihe. Mitkonsekratoren waren sein Amtsvorgänger Maroun Lahham sowie der Patriarchalvikar für Israel, Giacinto-Boulos Marcuzzo. Die Amtseinführung fand am 7. April 2013 in der Kathedrale Hl. Vinzenz von Paul in Tunis statt. Sein bischöfliches Motto ist Turris Fortissima Nomen Domini – „Ein fester Turm ist der Name des Herrn“ (Spr 18,10 ).
Erzbischof Antoniazzi spricht Arabisch, Italienisch, Englisch und Französisch. Er war von Amts wegen Mitglied der Nordafrikanischen Bischofskonferenz.
Am 4. April 2024 nahm Papst Franziskus seinen altersbedingten Rücktritt an.